# Torneio Final de 2014 (Argentina)
O Torneio Final «Nietos recuperados» de 2014 - Copa Raúl Alfonsín, foi a competição que encerrou a  octogésima quarta temporada da era profissional da Primeira Divisão do futebol argentino. O certame foi organizado pela Asociación del Fútbol Argentino (AFA), e disputado na primeira metade do ano, entre 7 de fevereiro e 19 de maio.
O vencedor foi o Club Atlético River Plate, pela trigésima sexta vez em sua história. Obtendo, assim, o direito de disputar a Copa Campeonato da Primeira Divisão de 2013–14 contra o Club Atlético San Lorenzo de Almagro, campeão do Torneio Inicial de 2013, e também se classificou para a Copa Libertadores da América de 2015.

## Classificação final
| #  | Equipa                  | J  | V  | E  | D  | GP | GC | SG  | Pts | Classificação |
| -- | ----------------------- | -- | -- | -- | -- | -- | -- | --- | --- | ------------- |
| 1  | River Plate (C)         | 19 | 11 | 4  | 4  | 28 | 15 | +13 | 37  |               |
| 2  | Boca Juniors            | 19 | 9  | 5  | 5  | 25 | 15 | +10 | 32  |               |
| 3  | Estudiantes (LP)        | 19 | 8  | 8  | 3  | 20 | 11 | +9  | 32  |               |
| 4  | Godoy Cruz              | 19 | 9  | 5  | 5  | 23 | 18 | +5  | 32  |               |
| 5  | Gimnasia y Esgrima (LP) | 19 | 9  | 4  | 6  | 24 | 19 | +5  | 31  |               |
| 6  | Vélez Sarsfield         | 19 | 9  | 3  | 7  | 34 | 26 | +8  | 30  |               |
| 7  | Colón                   | 19 | 8  | 6  | 5  | 14 | 13 | +1  | 30  |               |
| 8  | Rosario Central         | 19 | 7  | 7  | 5  | 21 | 21 | 0   | 28  |               |
| 9  | Lanús                   | 19 | 8  | 4  | 7  | 21 | 23 | −2  | 28  |               |
| 10 | Olimpo                  | 19 | 7  | 6  | 6  | 19 | 16 | +3  | 27  |               |
| 11 | San Lorenzo             | 19 | 7  | 6  | 6  | 19 | 20 | −1  | 27  |               |
| 12 | Newell's Old Boys       | 19 | 6  | 7  | 6  | 22 | 18 | +4  | 25  |               |
| 13 | Tigre                   | 19 | 5  | 9  | 5  | 14 | 14 | 0   | 24  |               |
| 14 | Quilmes                 | 19 | 7  | 3  | 9  | 16 | 22 | −6  | 24  |               |
| 15 | Belgrano                | 19 | 3  | 11 | 5  | 17 | 21 | −4  | 20  |               |
| 16 | Atlético de Rafaela     | 19 | 4  | 8  | 7  | 22 | 28 | −6  | 20  |               |
| 17 | Arsenal                 | 19 | 5  | 3  | 11 | 19 | 28 | −9  | 18  |               |
| 18 | Racing                  | 19 | 4  | 5  | 10 | 19 | 24 | −5  | 17  |               |
| 19 | Argentinos Juniors      | 19 | 3  | 6  | 10 | 9  | 21 | −12 | 15  |               |
| 20 | All Boys                | 19 | 3  | 6  | 10 | 14 | 27 | −13 | 15  |               |

## Premiação
| Torneio Final de 2014            |
| -------------------------------- |
| River Plate Campeão (36° título) |

## Artilharia
| Jogador              | Equipe          | Gols | Jogada | Cabeça | T. Livre | Pênalti |
| -------------------- | --------------- | ---- | ------ | ------ | -------- | ------- |
| Mauro Zárate         | Vélez Sarsfield | 13   | 12     | 0      | 0        | 1       |
| Guido Carrillo       | Estudiantes     | 9    | 6      | 1      | 0        | 2       |
| Fernando Cavenaghi   | River Plate     | 8    | 6      | 0      | 0        | 2       |
| Emmanuel Gigliotti   | Boca Juniors    | 8    | 4      | 2      | 0        | 2       |
| José Adolfo Valencia | Olimpo          | 7    | 7      | 0      | 0        | 0       |